# Psaume 28 (27)
Le psaume 28 (27 selon la numérotation grecque), attribué à David.

## Texte
| verset | original hébreu                                                               | traduction française de Louis Segond | Vulgate latine |
| ------ | ----------------------------------------------------------------------------- | --- | --- |
| 1      | לְדָוִד, אֵלֶיךָ יְהוָה אֶקְרָא-- צוּרִי, אַל-תֶּחֱרַשׁ מִמֶּנִּי:פֶּן-תֶּחֱשֶׁה מִמֶּנִּי; וְנִמְשַׁלְתִּי, עִם-יוֹרְדֵי בוֹר | [De David.] Éternel ! c’est à toi que je crie. Mon rocher ! ne reste pas sourd à ma voix, de peur que, si tu t’éloignes sans me répondre, je ne sois semblable à ceux qui descendent dans la fosse. | [Huic David] Ad te Domine clamabo Deus meus ne sileas a me nequando taceas a me et adsimilabor descendentibus in lacum                                      |
| 2      | שְׁמַע קוֹל תַּחֲנוּנַי, בְּשַׁוְּעִי אֵלֶיךָ;בְּנָשְׂאִי יָדַי, אֶל-דְּבִיר קָדְשֶׁךָ                            | Écoute la voix de mes supplications, quand je crie à toi, quand j’élève mes mains vers ton sanctuaire.                                                                                              | Exaudi vocem deprecationis meae dum oro ad te dum extollo manus meas ad templum sanctum tuum                                                                |
| 3      | אַל-תִּמְשְׁכֵנִי עִם-רְשָׁעִים, וְעִם-פֹּעֲלֵי-אָוֶן:דֹּבְרֵי שָׁלוֹם, עִם-רֵעֵיהֶם; וְרָעָה, בִּלְבָבָם             | Ne m’emporte pas avec les méchants et les hommes iniques, qui parlent de paix à leur prochain et qui ont la malice dans le cœur.                                                                    | Ne simul tradas me cum peccatoribus et cum operantibus iniquitatem ne perdideris me ; qui loquuntur pacem cum proximo suo mala autem sunt in cordibus eorum |
| 4      | תֶּן-לָהֶם כְּפָעֳלָם, וּכְרֹעַ מַעַלְלֵיהֶם:כְּמַעֲשֵׂה יְדֵיהֶם, תֵּן לָהֶם; הָשֵׁב גְּמוּלָם לָהֶם                 | Rends-leur selon leurs œuvres et selon la malice de leurs actions, rends-leur selon l’ouvrage de leurs mains ; donne-leur le salaire qu’ils méritent.                                               | Da illis secundum opera ipsorum et secundum nequitiam adinventionum ipsorum secundum opera manuum eorum tribue illis redde retributionem eorum ipsis        |
| 5      | כִּי לֹא יָבִינוּ, אֶל-פְּעֻלֹּת יְהוָה-- וְאֶל-מַעֲשֵׂה יָדָיו;יֶהֶרְסֵם, וְלֹא יִבְנֵם                     | Car ils ne sont pas attentifs aux œuvres de l’Éternel, à l’ouvrage de ses mains. Qu’il les renverse et ne les relève point !                                                                        | Quoniam non intellexerunt opera Domini et in opera manuum eius destrues illos et non aedificabis eos                                                        |
| 6      | בָּרוּךְ יְהוָה: כִּי-שָׁמַע, קוֹל תַּחֲנוּנָי                                                 | Béni soit l’Éternel ! Car il exauce la voix de mes supplications. | Benedictus Dominus quoniam exaudivit vocem deprecationis meae                                                                                               |
| 7      | יְהוָה, עֻזִּי וּמָגִנִּי-- בּוֹ בָטַח לִבִּי, וְנֶעֱזָרְתִּי:וַיַּעֲלֹז לִבִּי; וּמִשִּׁירִי אֲהוֹדֶנּוּ                | L’Éternel est ma force et mon bouclier ; en lui mon cœur se confie, et je suis secouru ; j’ai de l’allégresse dans le cœur, et je le loue par mes chants.                                           | Dominus adiutor meus et protector meus in ipso speravit cor meum et adiutus sum et refloruit caro mea et ex voluntate mea confitebor ei                     |
| 8      | יְהוָה עֹז-לָמוֹ; וּמָעוֹז יְשׁוּעוֹת מְשִׁיחוֹ הוּא                                           | L’Éternel est la force de son peuple, il est le rocher des délivrances de son oint. | Dominus fortitudo plebis suae et protector salvationum christi sui est                                                                                      |
| 9      | הוֹשִׁיעָה, אֶת-עַמֶּךָ-- וּבָרֵךְ אֶת-נַחֲלָתֶךָ;וּרְעֵם וְנַשְּׂאֵם, עַד-הָעוֹלָם                           | Sauve ton peuple et bénis ton héritage ! Sois leur berger et leur soutien pour toujours ! | Salvam fac plebem tuam et benedic hereditati tuae et rege eos et extolle eos usque in aeternum                                                              |

## Usages liturgiques

### Dans le judaïsme
Le verset 9 du psaume 28 est le premier verset du paragraphe Hoshia Et Amecha des Zemirot. Comme ce verset se compose de dix mots, il est souvent utilisé pour compter les dix personnes nécessaires pour un minyan, puisque la loi juive interdit de compter les personnes numériquement.

### Dans le christianisme

#### Chez les catholiques
Depuis le haut Moyen Âge, ce psaume était traditionnellement exécuté aux matines du dimanche, après la lecture,, selon la distribution de la règle de saint Benoît établie vers 530.
Dans la liturgie des Heures actuelle, le psaume 29 est chanté le vendredi de la première semaine à l’office du milieu du jour.

## Mise en musique
Heinrich Schütz a fait du psaume 28 un chant à quatre voix, Ich ruf zu dir, Herr Gott, mein Hort (SWV 125), c’est-à-dire : « je crie vers toi, mon Dieu, mon refuge ». Peu après, Michel Richard Delalande en a également fait un Grand Motet, Afferte Domino gloriam, suivant ainsi la tradition française qui écrit afferte et non adferto.